# Pernilles korte Frøkenstand
Pernilles korte Frøkenstand er en komedie i tre akter skrevet af Ludvig Holberg i 1727. Den handler om en ældre herre, der skal bede om tilladelse til, at hans svigersøn kan gifte sig med en ung jomfru ved navn Leonora. Tjenestepigen Pernille skal kortvarigt lade som om hun er frøken, husets datter.